# Lepidodelta stolifera
Lepidodelta stolifera là một loài bướm đêm trong họ Noctuidae.